# Geboltskirchen
Geboltskirchen är en ort och kommun i Österrike. Den ligger i distriktet Grieskirchen i förbundslandet Oberösterreich, 200 kilometer väster om huvudstaden Wien.
Kommunen består av 29 orter (Ortschaften) (inom parentes invånarantal 1 januari 2024):

- Aigen (80)
- Arming (35)
- Aspet (48)
- Bergham (27)
- Brunau (27)
- Buchet (9)
- Erlet (41)
- Geboltskirchen (456)
- Gschwendt (51)
- Holzhäuseln (5)
- Langau (10)
- Leithen (46)
- Lucka (12)
- Marschalling (51)
- Niederentern (62)
- Oberentern (50)
- Odelboding (20)
- Piesing (81)
- Polzing (91)
- Reitting (13)
- Roßwald (18)
- Scheiben (48)
- Stein (20)
- Thalham (15)
- Trattnach (19)
- Traunhof (29)
- Wiesing (41)
- Wilding (48)
- Zeißerding (17)